# Zeke Motta
Ezekiel Ranieri Motta, detto Zeke (Vero Beach, 14 maggio 1990), è un giocatore di football americano statunitense che gioca nel ruolo di safety per gli Atlanta Falcons della National Football League (NFL). Fu scelto nel corso del settimo giro (244º assoluto) del Draft NFL 2013 dai Falcons. Al college ha giocato a football all’Università di Notre Dame.

## Carriera professionistica

### Atlanta Falcons
Motta fu scelto nel corso del settimo giro del Draft 2013 dagli Atlanta Falcons. Debuttò come professionista nella settimana 4 contro i New England Patriots. La sua stagione da rookie si concluse con 16 tackle in 10 presenze, di cui una come titolare.

## Vittorie e premi
Nessuno

## Statistiche
| Partite totali      | 10 |
| Partite da titolare | 1  |
| Tackle              | 16 |
| Sack                | 0  |
| Intercetti          | 0  |

Statistiche aggiornate alla stagione 2013